# Cheval
Cheval es un lugar designado por el censo ubicado en el condado de Hillsborough en el estado estadounidense de Florida. En el Censo de 2010 tenía una población de 10702 habitantes y una densidad poblacional de 608,01 personas por km².

## Geografía
Cheval se encuentra ubicado en las coordenadas 28°8′53″N 82°31′2″O / 28.14806, -82.51722. Según la Oficina del Censo de los Estados Unidos, Cheval tiene una superficie total de 17.6 km², de la cual 15.43 km² corresponden a tierra firme y (12.33%) 2.17 km² es agua.

## Demografía
Según el censo de 2010, había 10702 personas residiendo en Cheval. La densidad de población era de 608,01 hab./km². De los 10702 habitantes, Cheval estaba compuesto por el 80.28% blancos, el 7.56% eran afroamericanos, el 0.29% eran amerindios, el 6.1% eran asiáticos, el 0.06% eran isleños del Pacífico, el 2.73% eran de otras razas y el 2.98% pertenecían a dos o más razas. Del total de la población el 18.77% eran hispanos o latinos de cualquier raza.